# تاكيهيرو تومياسو
تاكيهيرو تومياسو ((باليابانية: 冨安健洋)، من مواليد 5 نوفمبر 1998)، هو لاعب كرة قدم ياباني، يلعب حاليًا لصالح نادي أرسنال في الدوري الإنجليزي الممتاز في مركز قلب الدفاع و‌الظهير الأيمن، لعب مع منتخب بلاده تحت 20 سنة في بطولة كأس العالم تحت 20 سنة، والتي أستضافته كوريا الجنوبية سنة 2017.